# Libapimpó
A libapimpó (Potentilla anserina) a rózsavirágúak rendjébe ezen belül a rózsafélék családjába tartozó növényfaj. Népies nevei: egérfű, létrafű, libavirág, lúdláb, pimponya; Erdélyben: rucafarok.

## Elterjedése, élőhelye
Nagyon vízkedvelő növény, ezért legelterjedtebb nedves területeken folyók, tavak mellett, árterek és utak mentén, legelőkön is termő, évelő növény. Csak az északi félgömbön fordul elő. Nevét onnan kapta, hogy főleg libalegelőkön gyakori, és a libák nagyon kedvelik.

## Megjelenése, jellemzői
10–15 cm magas, földön kúszó, vékony hosszú indájú növény. Rövid nyelű tőlevelei szárnyasak, felállóak, alsó felükön ezüstös, a felső sötétzöld színűek és fűrészes szélűek. Hosszú kocsányú virágai ötszirmúak, fénylő aranysárga színűek. Májustól szeptemberig virágzik.

## Hatóanyagai
Drogja (Anserinae herba) ellagcsersavat, kvercitin flavont és kvercetin aglikont tartalmaz. Még tartalmaz illóolajokat, nyálkát, ásványi anyagokat, flavonoidokat, tanninokat és keserű anyagokat is.

## Gyógyhatásai
Főzetét gyomor illetve bélvérzés, hasmenés, bélhurut, gyomorfekély és bélfekély ellen használják, illetve ülőfürdőt készítenek aranyér ellen. Használják minden természetű menstruációs zavarra, minden természetű vérzésre (külső-belső), gyomorfájdalmakra, vérszegénységre, ízületi gyulladásokra, mindenféle természetű nőgyógyászati bajokra, hasi fájdalmakra, méh fájdalmakra, hasmenésre, gyomorgörcsökre, ekcémára, fogínygyulladásra, szem könnyezésére, csontritkulásra, vesekő esetén, égés vagy fagyás esetén, vastagbél- vagy méhrák esetén, seborrheás bőrre, bélféregre, bőrfekélyekre, rendszertelen menstruációs ciklus esetén.

## Gyűjtése
Gyűjtendő az egész virágos növény, májustól őszig, vigyázva, hogy gyökeres rész ne kerüljön a gyűjtött részek közé. Kerüljük az országutak szélén termő növények gyűjtését, mert nagyon porosak. Ha mégis innen gyűjtjük, feltétlenül mossuk meg a növényt. Padláson vékony rétegben terítsük szét, és szárítsuk addig, amíg a vastagabb szárrészek is könnyen törhetővé válnak.

## Használata
Étel után javasolt fogyasztani, mivel gyomrot irritáló anyagokat tartalmaz. Vese- vagy májbetegeknek ellenjavallt a fogyasztása!

## Képgaléria

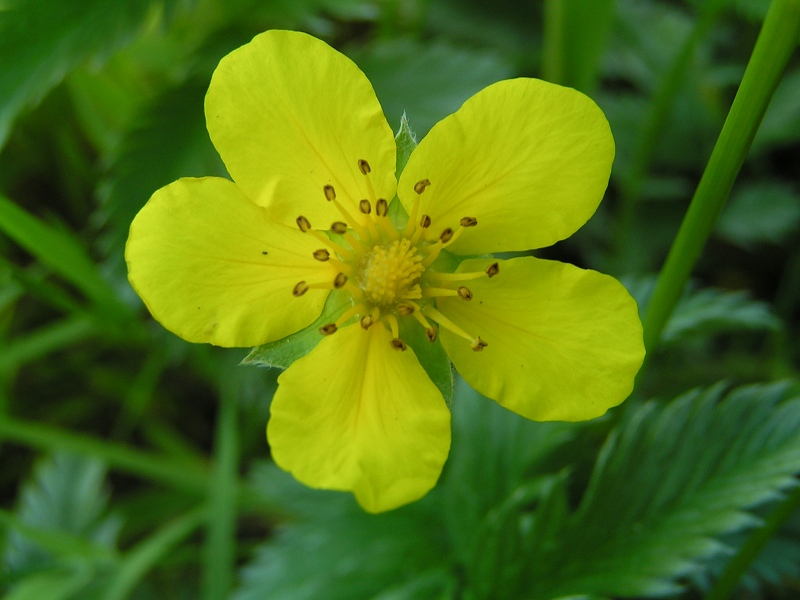
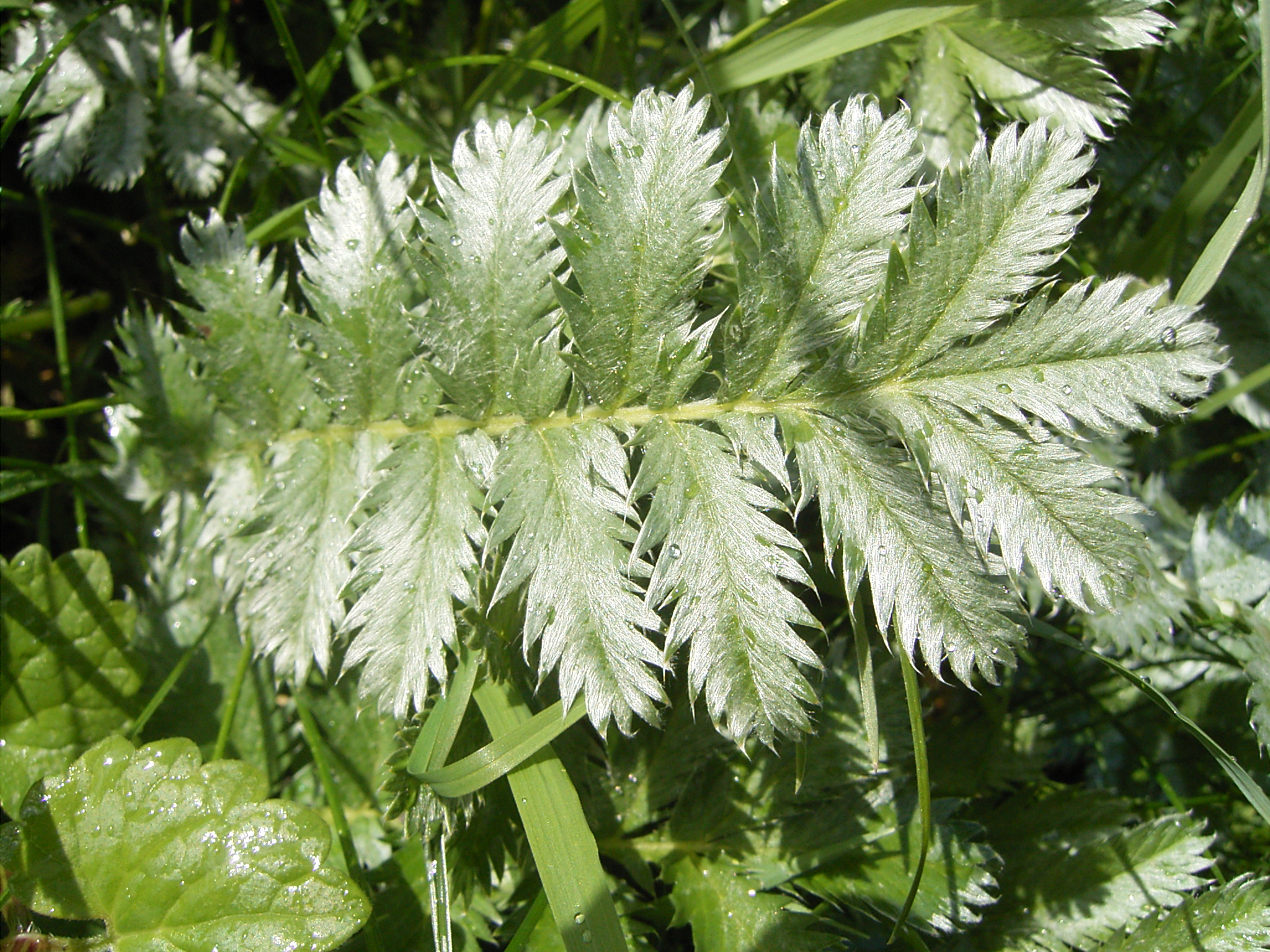
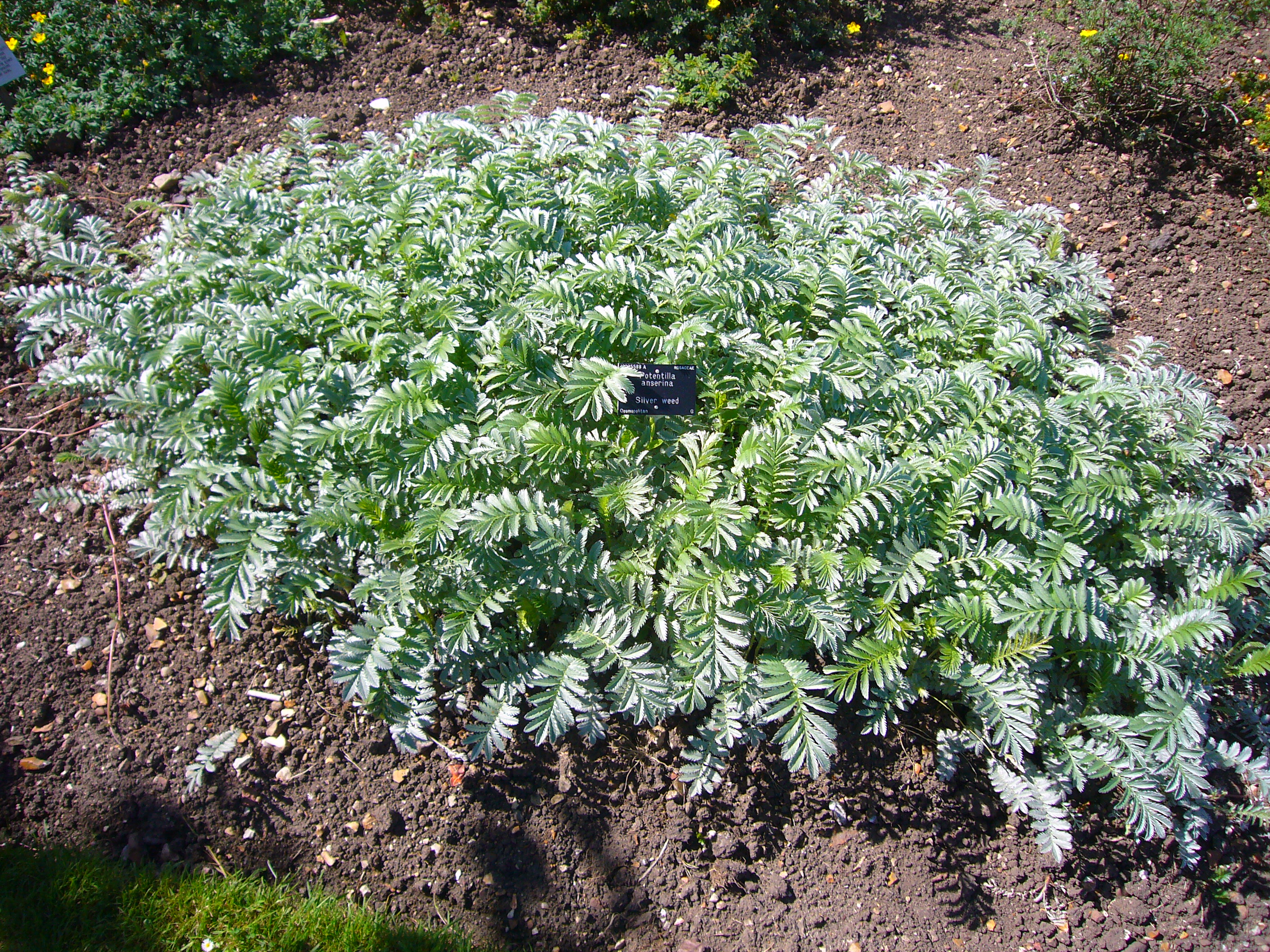
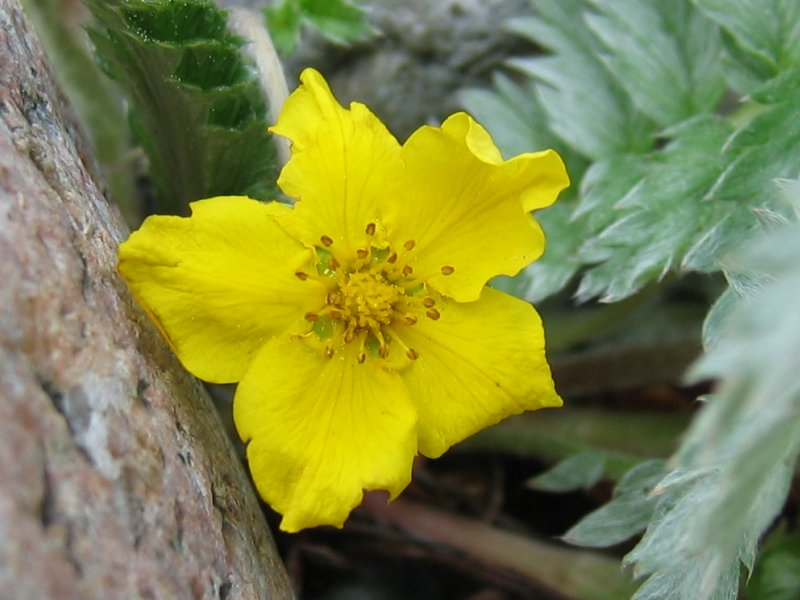
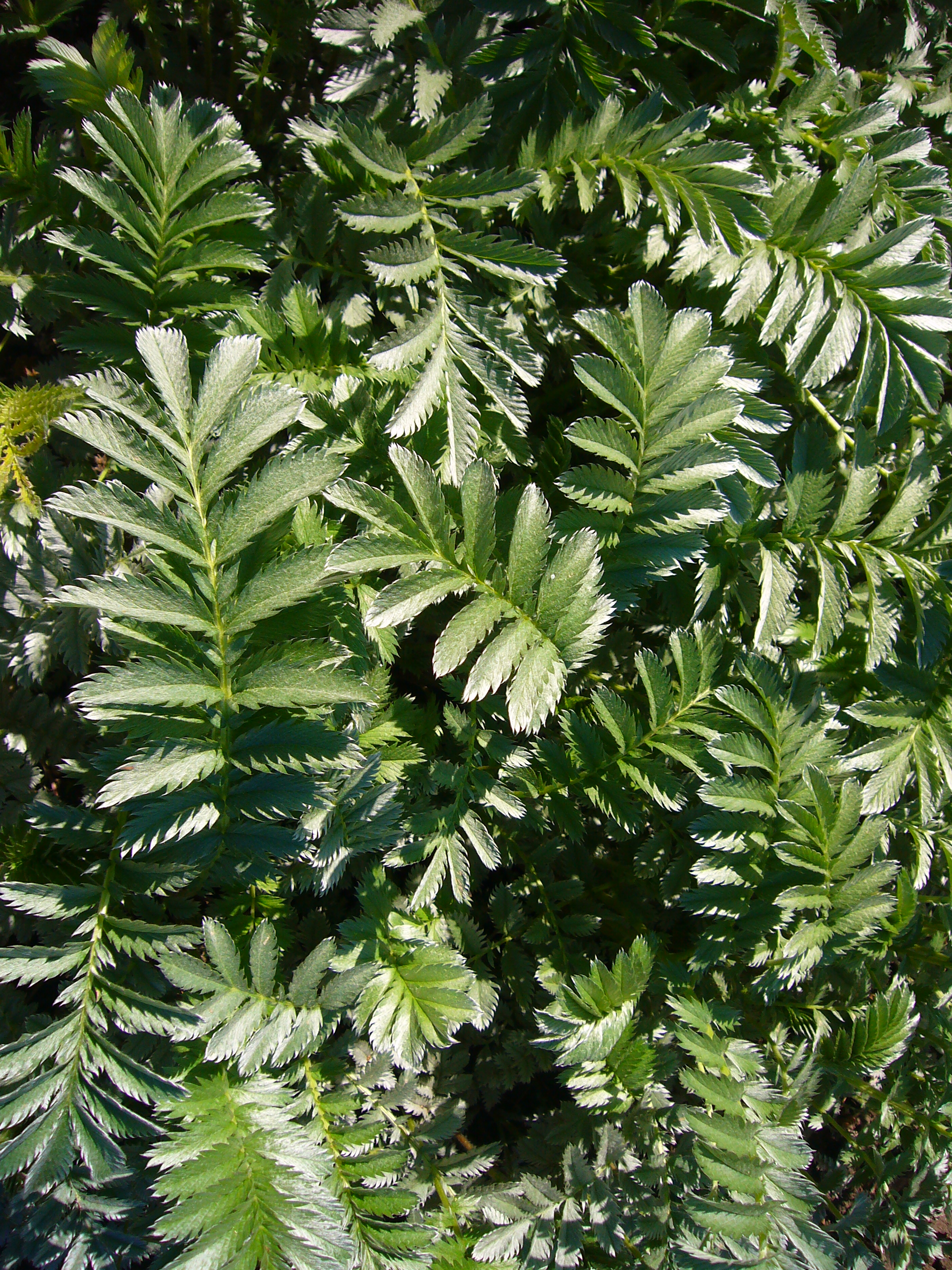
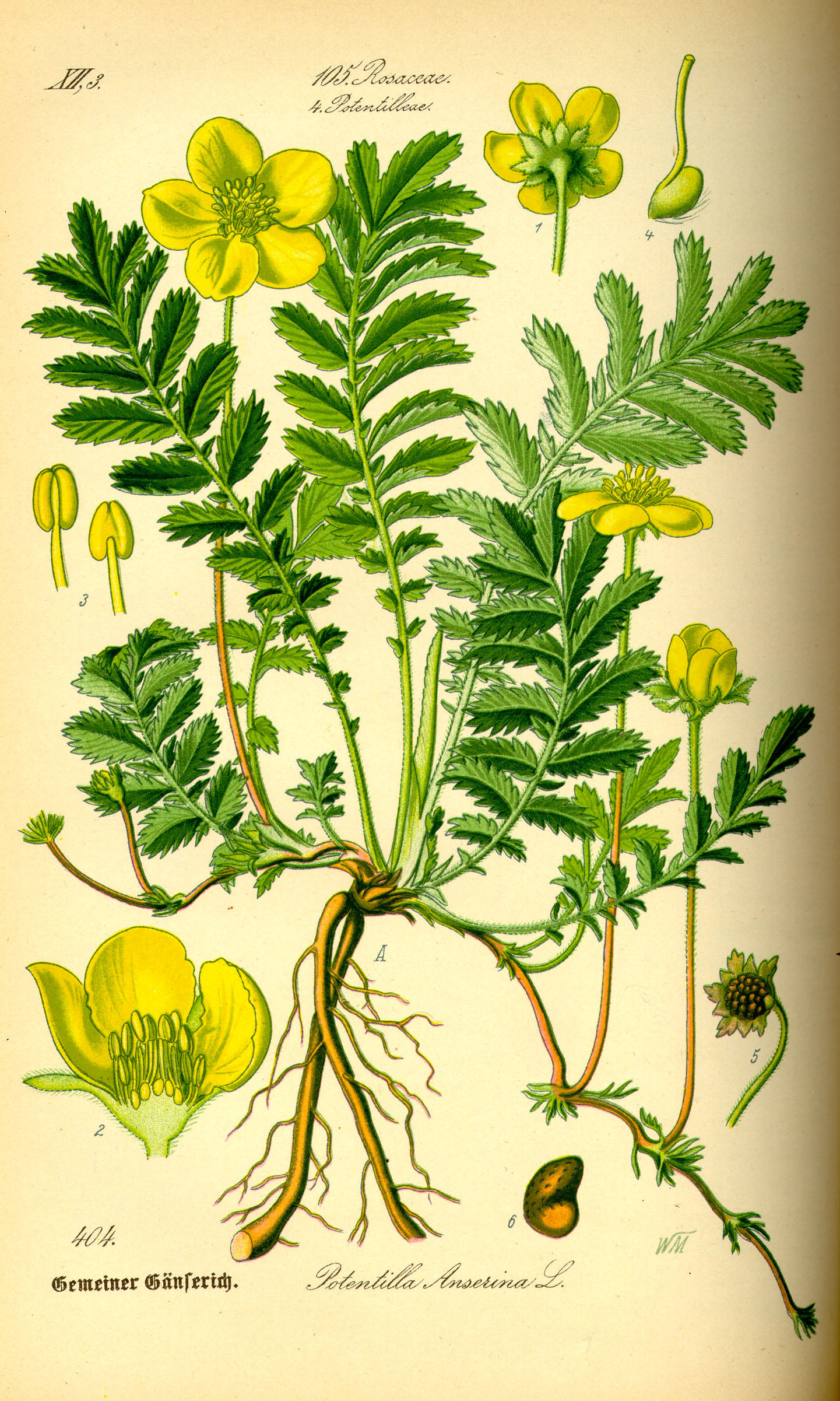
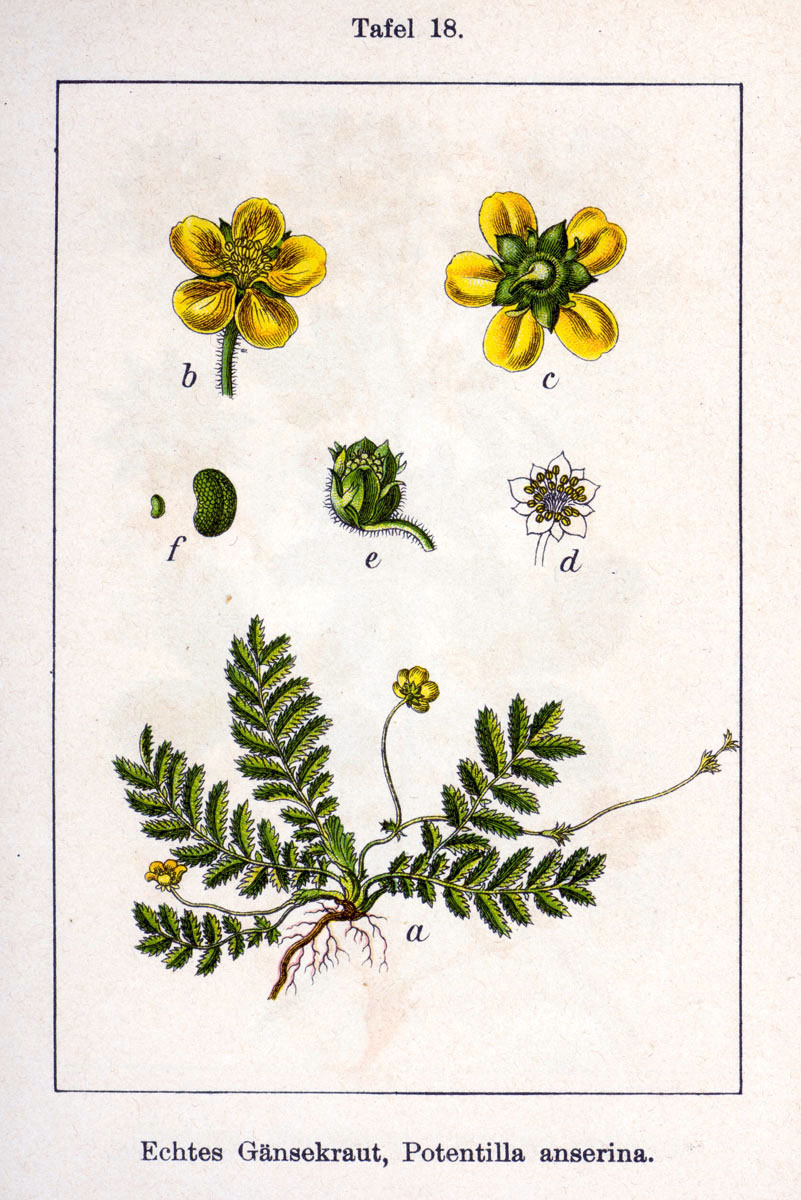